# 73-as busz (Pécs)
A pécsi 73-as jelzésű autóbusz a Belváros és a málomi (Malomvölgyi úti, rózsadombi) lakótelepek között teremt közvetlen kapcsolatot. A járat a korábbi 7-es busz és a korábbi 63-as busz összevonásával jött létre. Főpályaudvarról a Fagyöngy utca felé a 72-es útvonalán és menetidejével közlekedik, majd a régi 63-as fordított vonalán eljut a Malomvölgyi úti fordulóba, ahonnan Főpályaudvar felé közlekedik a 71-es útvonalán és menetidejével.

## Története
2013. június 17-én indult az első 73-as busz. A járatot 71-es és a 72-es járat átszervezésével és összegyúrásával hozták létre, ezzel ellátva a korábbi 7-es, 61-es és 62-es járatok közönségét is.

## Útvonala
| Főpályaudvar → Fagyöngy utca → Malomhegyi út | Malomhegyi út → Főpályaudvar |
| --- | --- |
| Főpályaudvar – Szabadság utca – Rákóczi út – Alsómalom utca – Alsómalom utca – Árpád híd – Siklósi út – Maléter Pál út – Aidinger János utca – Nagy Imre út – Malomvölgyi út – Illyés Gyula utca – Fagyöngy utca forduló – Illyés Gyula utca – Malomvölgyi út – Malomvölgyi út | Malomvölgyi út – Malomvölgyi út – Nagy Imre út – Aidinger János utca – Maléter Pál út – Siklósi út – Árpád híd – Alsómalom utca – Alsómalom utca – Rákóczi út – Szabadság utca – Főpályaudvar |

## Megállóhelyei
| 73 (Főpályaudvar – Kertváros → Fagyöngy utca – Malomvölgyi út) |                           |          | |                                                                              |
| Perc (↓)                                                       | Megállóhely               | Perc (↑) | Megállóhelyet érintő járatok | Létesítmények                                                                |
| 0                                                              | Főpályaudvar végállomás   | 20       | 3, 3E, 4, 4Y, 6, 6E, 7, 7Y, 8, 13, 13E, 13Y, 14, 14Y, 15, 15A, 20, 30, 31, 32, 32Y, 33, 34, 34Y, 35, 35Y, 36, 37, 38, 38Y, 39, 40, 41, 41E, 41Y, 42, 42Y, 43, 44, 46, 47, 73, 73Y, 104, 104A, 104E, 104Y, 130, 130A, 140 · Helyközi autóbuszok · Főpályaudvar | Vasútállomás, MÁV Területi Igazgatósága, Autóbusz-állomás                    |
| 2                                                              | Zsolnay-szobor            | 18       | 2, 2A, 2E, 3, 3E, 6, 6E, 7, 7Y, 8, 13Y, 14, 14Y, 22, 23, 23Y, 24, 25, 26, 26A, 27, 27Y, 28, 28A, 28Y, 29, 30, 31, 32, 32Y, 34, 34Y, 35, 35Y, 36, 37, 38, 38Y, 39, 40, 44, 46, 47, 73, 73Y, 102, 102Y, 103, 107E, 109E, 130, 140                               | Postapalota, OTP, ÁNTSZ, Megyei Bíróság, Zsolnay-szobor                      |
| 3                                                              | Árkád                     | 16       | 2, 2A, 2E, 3, 3E, 4, 4Y, 6, 6E, 7, 7Y, 8, 13, 13E, 13Y, 14, 14Y, 15, 15A, 22, 23, 23Y, 24, 25, 26, 26A, 27, 27Y, 28, 28A, 28Y, 29, 30, 33, 38, 38Y, 39, 40, 60, 60Y, 73, 73Y, 102, 102Y, 103, 104, 104A, 104E, 104Y, 107E, 109E, 130, 130A, 140               | Árkád, Kossuth tér, Konzum áruház, Anyakönyvi Önkormányzat, APEH, Skála      |
| 5                                                              | Autóbusz-állomás          | 14       | 3, 3E, 6, 6E, 7, 7Y, 8, 20, 21, 21A, 22, 23, 23Y, 24, 41, 41E, 41Y, 42, 42Y, 43, 60, 60A, 60Y, 73, 73Y, 103, 107E, 109E, 121, 130, 130A · Helyközi és távolsági autóbuszok                                                                                    | Távolsági autóbusz-állomás, Árkád, Vásárcsarnok                              |
| 7                                                              | Bőrgyár                   | 12       | 3, 6, 7, 7Y, 8, 22, 23, 23Y, 24, 33, 41, 41Y, 42, 42Y, 43, 60, 60A, 60Y, 73, 73Y, 103, 130, 130A · Helyközi autóbuszok | Pécsi Bőrgyár                                                                |
| 8                                                              | Béke utca                 | 11       | 6, 7, 7Y, 8, 22, 23, 23Y, 24, 41, 41Y, 42, 42Y, 43, 73, 73Y | Interspar                                                                    |
| 9                                                              | Temető északi kapu        | 10       | 6, 7, 7Y, 8, 22, 23, 23Y, 24, 33, 41, 42Y, 43, 73, 73Y, 142 · Helyközi autóbuszok | Temető, Honvéd Kórház                                                        |
| 10                                                             | Temető déli kapu          | 9        | 6, 7, 7Y, 8, 41, 42Y, 43, 73, 73Y, 142 | Temető, Park Center                                                          |
| 12                                                             | Littke József utca        | 7        | 6, 6E, 7, 7Y, 8, 73, 73Y, 107E, 109E, 121, 142 |                                                                              |
| 13                                                             | Aidinger János út         | 5        | 1, 7, 7Y, 22, 23, 23Y, 24, 55, 60, 60A, 60Y, 73, 73Y, 107E, 109E, 142 |                                                                              |
| 14                                                             | Sztárai Mihály út         | 4        | 1, 7, 7Y, 22, 23, 23Y, 24, 55, 60, 60A, 60Y, 73, 73Y, 107E, 109E, 142 | Árpád Fejedelem Gimnázium és Általános Iskola                                |
| 16                                                             | Csontváry utca            | 3        | 1, 3, 3E, 6, 6E, 7, 7Y, 22, 23, 23Y, 24, 55, 60, 60A, 60Y, 61, 62, 73, 73Y, 103, 107E, 109E, 121, 130, 130A, 142 | Apáczai Csere János Nevelési Központ                                         |
| 18                                                             | Tildy Zoltán utca         | ∫        | 1, 8, 22, 23, 23Y, 24, 33, 62, 73, 73Y, 109E, 142 |                                                                              |
| 19                                                             | Gadó utca                 | ∫        | 1, 8, 22, 23, 23Y, 24, 33, 62, 73, 73Y, 109E, 142 |                                                                              |
| 20                                                             | Málom-hegyi út            | ∫        | 1, 8, 22, 23, 23Y, 24, 33, 62, 73, 73Y, 109E, 142 | Illyés Gyula Általános Iskola                                                |
| 21                                                             | Csipke utca               | ∫        | 1, 8, 22, 23, 23Y, 24, 33, 62, 73, 73Y, 109E, 142 |                                                                              |
| 22                                                             | Fagyöngy utca             | ∫        | 1, 8, 22, 23, 23Y, 24, 33, 51, 52, 62, 73, 73Y, 109E, 142 |                                                                              |
| 23                                                             | Csipke utca               | ∫        | 1, 8, 22, 23, 23Y, 24, 33, 62, 73, 73Y, 109E, 142 |                                                                              |
| 24                                                             | Málom-hegyi út            | ∫        | 1, 8, 22, 23, 23Y, 24, 33, 62, 73, 73Y, 109E, 142 | Illyés Gyula Általános Iskola                                                |
| 25                                                             | Gadó utca                 | ∫        | 1, 8, 22, 23, 23Y, 24, 33, 62, 73, 73Y, 109E, 142 |                                                                              |
| 26                                                             | Tildy Zoltán utca         | ∫        | 1, 8, 22, 23, 23Y, 24, 33, 62, 73, 73Y, 109E, 142 |                                                                              |
| 27                                                             | Eszék utca                | 2        | 1, 7, 7Y, 61, 73, 73Y, 107E | Simonyi Károly Szakközépiskola és Szakiskola                                 |
| 27                                                             | Derék-réti út             | 1        | 1, 7, 7Y, 61, 73, 73Y, 107E |                                                                              |
| 28                                                             | Malomvölgyi út végállomás | 0        | 1, 7, 7Y, 61, 73, 73Y, 107E | Baptista Szeretetszolgálat Szeretetotthona, kis gyaloglással: Malomvölgyi-tó |